# Bisdom Gulbarga
Het bisdom Gulbarga (Latijn: Dioecesis Gulbargiensis) is een rooms-katholiek bisdom met als zetel Kalaburagi (voorheen Gulbarga), in India. Het bisdom is suffragaan aan het aartsbisdom Bangalore. 

## Geschiedenis
Het bisdom werd opgericht op 24 juni 2005, uit delen van de bisdommen Belgaum en  Bellary, en het aartsbisdom Hyderabad. 

## Parochies
Het bisdom had in 2021 een oppervlakte van 32.157 km2 en telde 7.389.665 inwoners waarvan 0,1% rooms-katholiek was.

## Bisschoppen
- Robert Michael Miranda (24 juni 2005 - heden)

Bangalore (aartsbisdom) · Belgaum · Bellary · Chikmagalur · Gulbarga · Karwar · Mangalore · Mysore · Shimoga · Udupi